# Villaldama
Villaldama é um município do estado de Nuevo León, no México. 
Em 2005, o município possuía um total de 4.105 habitantes.